# PM FNAB-43
Le pistolet mitrailleur FNAB-43 (Fabrique nationale d'armes de Brescia modèle 1943) fut fabriqué en petite série en Italie du Nord.

## Caractéristiques
Il possède une culasse retardée, une crosse et un puits de chargeurs repliables, et une construction entièrement métallique. Les Allemands l'appelaient MP43(i). Hugo Schmeisser, connu principalement pour le MP40, participa à sa mise au point. Relativement compact, il souffrait d'un manque de précision.

## Utilisations
Ces 5 000 à 7 000 PM furent utilisés par principalement par l'armée de la République sociale italienne et par la Wehrmacht lors de la Seconde Guerre mondiale, puis par l'ALN algérienne lors de la Guerre d'Algérie.

## Le FNA-B 43 à l'écran
Moins connu que le Beretta Modelo 1938, le PM FNAB apparait néanmoins dans quelques films italiens dont :
- Cinq Femmes marquées
- Le Boss
- Milan calibre 9
- Les Derniers Jours de Mussolini
- Les Chiens enragés
- Assaut sur la ville

Ainsi on a vu le FNAB-43 dans les mains de George Eastman, Luc Merenda, Franco Nero, Henry Silva ou Silvana Mangano.

## Autres PM italiens utilisés durant la Guerre de 1939-1945
- Beretta Modello 1
- Beretta Modello 38/42
- Beretta Modello 38/44
- Isotta Fraschini
- Mitra Variara
- Armaguerra OG-43 & OG-44 ·
- TZ-45

## Sources
- CLINTON EZELL, EDWARD, Encyclopédie Mondiale des Armes légères, Paris, Pygmalion, 1980 et 1989 (1re et 2e éd° françaises).
- HOGG (IAN V) et WEEKS (JOHN), Les Armes légères du XXe Siècle, Paris, Éditions de Vecchi, 1981.
- M. MALHERBE, Les Pistolets-mitrailleurs européens, ELT, 1985
- Jean HUON, Les Armes Italiennes en 1940-1945,Crepin Leblond, 2006
- Notice sur le site secondeguerre.net
- Notice sur le site guns.wikia.com